# Juin 2005

## Actualités du mois

### Mercredi1erjuin 2005
- Afghanistan : une bombe a explosé à l'intérieur d'une mosquée de Kandahar dans le sud de l'Afghanistan. La police fait état de plus de 20 morts dont Mohammed Akram Khakrizwal, chef de la police de Kaboul et ancien chef de la police de Kandahar et au moins 52 blessés. La déflagration s'est produite alors que les fidèles se rassemblaient pour rendre hommage à Mawlavi Abdullah Fayaz, un dignitaire favorable au président Karzai, à la suite de son assassinat par des hommes armés le 29 mai. D'après des témoins, l'attentat suicide a été commis par un homme en uniforme de policier mêlé aux policiers chargés de la sécurité du chef de la police.
- Pays-Bas, Constitution européenne : le « non » l'a emporté par 61,6 % des voix contre 38,4 % en faveur du « oui » au référendum consultatif, avec un taux de participation de 62 %, alors que le seuil requis pour que le scrutin soit pris en compte était de 30 %. Le Premier ministre Jan Peter Balkenende a confirmé que le gouvernement avait l'intention de tenir compte du résultat.
- France, Internet : 4 banques, la Société générale, BNP Paribas, le CIC et la CCF, alertent leurs clients sur l'existence d'une attaque d'hameçonnage dirigée contre eux.
- Israël, Jérusalem : le président palestinien Mahmoud Abbas a subi une opération du cœur dans un hôpital jordanien. Il a été admis dans un hôpital d'Amman, se plaignant d'un accès de fatigue. Il a subi une angioplastie, procédé permettant de déboucher les artères coronaires. Les autorités palestiniennes n'ont donné aucun détail, affirmant seulement que l'intervention avait été un succès et qu'il devrait être de retour dans son bureau de Ramallah comme prévu jeudi, jour où Israël devrait libérer 400 prisonniers palestiniens dans le cadre de la trêve signée le 8 février entre les deux camps. Mahmoud Abbas, 69 ans, achève un long déplacement à l'étranger. Il n'a aucun antécédent connu de problèmes cardiaques, mais des responsables palestiniens ont affirmé qu'il avait une tension trop élevée. Il y a quelques années, il avait eu un cancer de la prostate. Depuis qu'il a pris la succession de Yasser Arafat en janvier, le président de l'Autorité palestinienne est toujours apparu en bonne santé et a toujours respecté ses engagements.

### Jeudi2 juin 2005
- France : mort du comédien Mike Marshall d'un cancer dans un hôpital de Caen, à l'âge de 60 ans. Il était le fils unique de l'actrice Michèle Morgan.
- Lettonie : Le Saeima ratifie la Constitution pour l'Europe (71 voix pour ; 5 voix contre).
- Cuba : mort du cinéaste Pastor Vega à La Havane à l'âge de 65 ans. Il était l'une des principales figures de l'industrie cinématographique cubaine des dernières décennies. Il était marié à l'actrice Daisy Granados.
- République démocratique du Congo : deux membres de Médecins sans frontières, un coordinateur logistique français et un chauffeur congolais, ont été enlevés par des hommes armés en Ituri, dans le nord-est du pays. L'organisation Médecins sans frontières a précisé être sans nouvelles des deux membres qui se rendaient dans une voiture clairement identifiée sur le camp de déplacés de Jina dans la région de Djugu, situé à 35 km au nord de Bunia, la capitale du district d'Ituri. Des témoins rapportent les avoir vus se faire arrêter et conduire à pied par un groupe d'hommes armés non identifié vers une destination inconnue. L'enlèvement n'a pas été revendiqué et aucune demande n'a été formulée.
- Ukraine : un train de marchandises a percuté un autocar dans le Sud du pays faisant au moins 14 morts. L'accident s'est produit à un passage à niveau non gardé près du village de Novosselovka dans la région d'Odessa. Le ministère des Situations d'urgence a précisé que deux enfants figuraient parmi les morts et qu'au moins sept personnes, peut-être neuf, avaient été hospitalisées. Quatre sont dans un état grave.
- Grèce, Athènes : une bombe a explosé tôt ce matin devant le ministère grec du Travail, causant des dégâts légers mais pas de blessé. L'attentat n'a pas été revendiqué. La bombe a explosé vers 3 h 10 locales (0 h 10 GMT) à proximité d'une poubelle, devant le ministère. La déflagration a soufflé les fenêtres du bâtiment, qui était vide à cette heure. Un appel téléphonique anonyme au quotidien athénien « Eleftherotypia » dix minutes avant l'explosion avait prévenu de l'imminence d'un attentat. Une enquête a été ouverte. Cette série d'explosions a ravivé les craintes d'une résurgence d'activité des groupes radicaux d'extrême-gauche grecs.
- Soudan : cinq personnes ont été tuées et 30 blessées dans l'accident d'un avion qui s'est écrasé au décollage à Khartoum. Le ministre de l'Aviation Abdel Karim Abdullah a déclaré que l'avion quittait la capitale pour El Fasher, au Darfour, avec 42 passagers à bord.
- Liban : attentat à Beyrouth, 1 mort. Il s'agit du journaliste libanais de renom Samir Kassir.
- France : annonce de la composition du nouveau gouvernement dirigé par Dominique de Villepin.
  - Ministre d'État : Nicolas Sarkozy : à l'Intérieur et à l'Aménagement du territoire.
  - Ministres : Michèle Alliot-Marie à la Défense, Philippe Douste-Blazy aux Affaires étrangères, Jean-Louis Borloo à l'Emploi, à la Cohésion sociale et au Logement, Thierry Breton à l'Économie, aux Finances et à l'Industrie, Gilles de Robien à l'Éducation nationale, à l'Enseignement supérieur et à la Recherche, Pascal Clément à la Justice et Garde des sceaux, Dominique Perben aux Transports, à l'Équipement, au Tourisme et à la Mer, Xavier Bertrand à la Santé et aux Solidarités, Dominique Bussereau à l'Agriculture et à la Pêche, Christian Jacob à la Fonction publique, Renaud Donnedieu de Vabres à la Culture et à la Communication, Nelly Olin à l'Écologie et au Développement, François Baroin à l'Outre-mer, Renaud Dutreil aux Petites et moyennes entreprises du commerce, à l'Artisanat et aux Professions libérales et Jean-François Lamour à la Jeunesse, aux Sport et à la Vie associative.
  - Ministres délégués : Henri Cuq, aux Relations avec le parlement, Azouz Begag à la Promotion et à l'égalité des chances, Jean-François Copé au Budget, à la réforme de l'état et porte-parole du gouvernement, Gérard Larcher à l'emploi et à l'insertion des jeunes, Catherine Vautrin à la Cohésion sociale et à la parité, Brigitte Girardin à la coopération, au développement et à la francophonie, Brice Hortefeux aux collectivités territoriales, Catherine Colonna aux Affaires européennes, François Goulard à l'Enseignement supérieur et à la Recherche, Léon Bertrand au Tourisme, Philippe Bas à la Sécurité sociale, aux personnes âgées, aux handicapés et à la famille, François Loos à l'Industrie, Christine Lagarde au Commerce extérieur, Hamlaoui Mékachéra aux Anciens combattants et Christian Estrosi à l'Aménagement du territoire.
- France : Ouverture pour 3 jours du Premier Salon national de l'humanitaire à Cergy Pontoise

### Vendredi3 juin 2005
- France : mort du peintre Raymond Moretti à Paris d'une embolie pulmonaire à l'âge de 73 ans. Mort du poète Bernard Manciet à Mont de Marsan, grand écrivain des Landes.
- Chine : les pluies torrentielles qui touchent depuis le 29 mai le pays ont provoqué la mort d'au moins 255 personnes tandis que 79 sont portées disparues. Par ailleurs plus de 100 000 personnes ont également été évacuées. Les ruptures de 37 digues dans la province du Hunan ont provoqué des destructions dans une soixantaine de villages, entraînant l’effondrement de quelque 35 000 bâtiments. Les télécommunications, les transports et l'adduction d'eau sont coupés.
- Pologne : Monseigneur Stanisław Dziwisz, ancien secrétaire personnel du défunt pape Jean-Paul II a été nommé archevêque de Cracovie. Le bureau de Mgr Jozef Kowalczyk a précisé que Stanislaw Dziwisz âgé de 66 ans allait assumer la fonction autrefois dévolue à Karol Wojtyla. Mgr Dziwicz, 66 ans, succède au cardinal Franciszek Macharski, 78 ans, qui continuait d'assumer la charge pastorale d'archevêque de Cracovie à la demande de Jean-Paul II, après avoir demandé de l'abandonner il y a trois ans en raison de son âge.
- Luxembourg : le Premier ministre luxembourgeois Jean-Claude Juncker annonce qu'il démissionnera si le traité constitutionnel européen est rejeté lors du référendum du 10 juillet.
- Suède : le pays autorise désormais les lesbiennes à avoir recours à l'insémination artificielle et à la fécondation in vitro pour avoir des enfants, a indiqué le parlement.
- Irak : dix personnes ont été tuées et douze autres blessées dans un attentat suicide à la voiture piégée près de Balad, à 70 kilomètres au nord de Bagdad.
- République démocratique du Congo : une attaque contre des hélicoptères de la Mission de l'ONU a provoqué la mort d'un casque bleu népalais.
- Canada : un vol de la compagnie Virgin Atlantic entre Londres et New York a été intercepté par des chasseurs canadiens qui ont obligé l'avion à se poser au Canada. La cause de cette interception est mal déterminée mais selon des médias canadiens et américains, l'avion a envoyé par erreur à la suite d'un problème technique un message indiquant un détournement par des pirates de l'air et l'équipage n'a pas été en mesure de l'arrêter.

### Samedi4 juin 2005
- France, Politique : Laurent Fabius, jusque-là numéro deux du Parti socialiste est exclu de la direction du parti, à la suite de sa prise de position pour le « non » au référendum sur la Constitution européenne.
- France : incendie dans le tunnel routier du Fréjus où un camion transportant des pneumatiques a pris feu après avoir heurté un autre poids-lourd. Deux personnes sont mortes. La personne décédée, dont la mort a été annoncée depuis l'Italie, a été retrouvée dans un abri à la limite de la France et de l'Italie. Par ailleurs, six autres personnes ont été intoxiquées dont deux usagers du tunnel, mais leur état n'est pas préoccupant. Deux pompiers de la société française du tunnel routier du Fréjus (STRF) et deux sapeurs-pompiers des équipes de secours ont également été intoxiqués par les fumées. L'un d'eux a été transporté à l'hôpital. Selon les secours italiens, l'incendie s'est produit en territoire français à environ la moitié du tunnel long de 12,8 kilomètres. La fermeture du tunnel du Fréjus devrait durer des mois. Le nouveau ministre des Transports Dominique Perben s'est rendu dimanche matin constaté les dégâts.
- Palestine : le dirigeant palestinien Mahmoud Abbas a annoncé le report des élections législatives, prévues au départ le 17 juillet, provoquant la colère du Hamas. Une nouvelle date sera fixée par décret après des consultations avec les différents mouvements palestiniens et l'adoption d'une nouvelle loi électorale par le Conseil législatif palestinien (CLP, Parlement). Le Hamas a immédiatement réagi, dénonçant une décision unilatérale.
- États-Unis : le pays a évoqué la possibilité d'envoyer davantage de troupes internationales en Haïti et de revoir le dispositif en place dans la perspective des élections générales prévues cet automne dans ce pays des Caraïbes en proie à une grave insécurité. La secrétaire d'État américaine Condoleezza Rice a fait ces suggestions à la suite d'une flambée de violence cette semaine dans le pays, qui a coûté mardi la vie à un consul honoraire français et fait dix morts dans l'attaque d'un marché de Port-au-Prince par des hommes armés. Elle a qualifié les développements en Haïti de troublants et a déclaré que les Nations unies et les autres institutions qui aident Haïti à retrouver la stabilité doivent examiner sérieusement si l'organisation des forces là-bas est adéquate. Des élections municipales doivent se dérouler en Haïti le 9 octobre, suivies d'élections législatives et présidentielle le 13 novembre et le 18 décembre.

### Dimanche5 juin 2005
- France : mort de la scénariste Laurence Harlé d'un cancer à l'âge de 56 ans.
- France : victoire de Rafael Nadal aux Internationaux de France de tennis devant l'argentin Mariano Puerta sur le score de 6-7, 6-3, 6-1, 7-5.
- France, politique : Nicolas Sarkozy aurait évoqué son désir de quitter le gouvernement Dominique de Villepin fin 2006. Le président de l'UMP se consacrerait alors entièrement à la présidentielle de 2007. Nicolas Sarkozy aurait senti lors de son entretien, le 30 mai avec Jacques Chirac, que le chef de l'État « ne consentait pas à perdre le pouvoir. Or, en me nommant Premier ministre, il perdait le pouvoir ». Selon « Le Monde », Nicolas Sarkozy devrait retrouver sa liberté de manœuvre fin 2006 après avoir réglé les investitures pour les élections législatives, une tâche pour laquelle sa casquette de l'Intérieur sera déterminante. Il se consacrerait ensuite à la désignation du candidat de l'UMP à l'élection présidentielle, persuadé, semble-t-il, d'être le seul candidat officiel de son camp. Même s'il a confié une présidence déléguée à Jean-Claude Gaudin, le ministre de l'Intérieur continuerait à avoir la haute main sur l'UMP en assistant à toutes les réunions stratégiques.
- Suisse : en référendum populaire, les Suisses disent oui à 54,6 % à l'adhésion à l'espace Schengen et à la Convention de Dublin et à 58 % à l'instauration d'un partenariat enregistré pour homosexuels.
- Paris, sports : l'avenue des Champs-Élysées se transforme pour la journée en immense terrain de sports avec piste d'athlétisme, bassins aquatiques, tatami… pour mettre en valeur la candidature de Paris pour l'organisation des Jeux olympiques de 2012. Immense succès populaire avec plus de 700 000 spectateurs (selon la mairie de Paris).
- Québec, politique : Bernard Landry, chef de l'opposition à l'Assemblée nationale du Québec et ex-Premier ministre du Québec, a annoncé sa démission après avoir reçu l'appui de 76,2 % des délégués au conseil national du Parti québécois. Déçu par cet appui mitigé, il annonce sa retraite de la vie politique, comme chef de l'opposition officielle, du parti et comme député de Verchères.
- Brésil : les pluies torrentielles qui s'abattent sur le nord-est du pays depuis trois jours ont tué au moins 28 personnes et forcé près de 31 000 personnes à fuir leur domicile. La majorité des décès est due aux inondations et aux coulées de boue dans l'État du Pernambuco, à 2 000 km au nord-est de São Paulo. Presque 300 maisons se sont écroulées ou ont été emportées par les courants et 1 300 autres ont été en partie endommagées. Les personnes sans toit ont trouvé refuge dans des gymnases, des écoles et d'autres bâtiments publics, ont précisé les autorités. L'état d'urgence a été déclaré dans 23 villes de l'État et des centaines de militaires sont arrivés pour participer à la reconstruction. Depuis mercredi, 229 millimètres de pluie sont tombés sur Recife, la capitale de l'État, soit plus de la moitié (59 %) des précipitations habituelles pour l'ensemble du mois de juin.
- France : l'actuel entraîneur de l'AJ Auxerre, Guy Roux, 66 ans, annonce qu'il met un terme à sa carrière d'entraîneur.
- Mauritanie : 18 militaires sont morts et 20 ont été blessés lors d'une attaque menée par des hommes armés contre une base de l'armée située dans le nord-est du pays. L'attaque s'est produite à environ 400 kilomètres à l'est de Zouérate, à Lemgheity, à proximité des frontières de la Mauritanie, de l'Algérie et du Mali.
- Émirats arabes unis : l'époux de l'ancienne Premier ministre pakistanaise Benazir Bhutto hospitalisé à Dubaï après une crise cardiaque.

### Lundi6 juin 2005
- États-Unis : mort de l'actrice Anne Bancroft d'un cancer de l'utérus dans un hôpital de New York. Elle avait 73 ans.
- États-Unis : mort de l'acteur Dana Elcar de complications pulmonaires à l'âge de 77 ans.
- États-Unis : Ouverture du WWDC 2005 à San Francisco.
- Allemagne : mort du musicien Siegfried Palm à Frechen-Buschbell à l'âge de 78 ans.
- Irak : quatre soldats irakiens ont été blessés dans un attentat suicide à la voiture piégée près d'une base de l'armée irakienne à Tikrit, au nord de Bagdad.
- Népal : au moins 37 personnes ont été tuées et 72 autres blessées dont certaines grièvement dans l'explosion d'une mine terrestre sous un autocar bondé dans le sud du pays. L'autocar qui circulait sur une route de campagne a été entièrement détruit par l'explosion de cette mine près du village de Badarmude, tuant 25 personnes sur le coup. La police soupçonne les rebelles maoïstes d'avoir placé cette mine.
- Turquie : un séisme d'une magnitude de 5,7 degrés sur l'échelle de Richter frappe le sud-est du pays, faisant au moins 54 blessés. Le séisme s'est produit à 10 h 41 (7 h 41 UTC) près du village de Karliova dans la province rurale de Bingol à quelque 900 kilomètres au sud-est de la capitale d'Ankara, précise l'observatoire Kandilli. La secousse a été ressentie des provinces voisines d'Erzurum, Mus et Tunceli, selon l'agence Anatolia. Plusieurs maisons se sont effondrées.
- Royaume-Uni : suspension du référendum sur la Constitution européenne.
- Canada, Québec : Louise Harel, nommée chef-intérim du Parti québécois.

### Mardi7 juin 2005
- Égypte : dix-sept personnes, dont quatre enfants, ont péri dans l'effondrement d'un immeuble à Alexandrie, dans le nord du pays. Seize corps ont été extraits des décombres et le cadavre d'un garçon de sept ans avait été découvert peu après l'effondrement du bâtiment. Selon la police, 14 à 20 personnes blessées sont toujours soignées à l'hôpital. Une femme a été retrouvée vivante et hospitalisée, mais plusieurs personnes seraient encore prisonnières des gravats. L'édifice s'est écroulé sur le mur d'une école où une vingtaine de femmes venaient chercher des élèves qui finissaient leurs examens. Un responsable de la police a précisé que le propriétaire de l'immeuble avait ajouté trois étages à la construction, violant la loi et provoquant, selon lui, l'accident. Le drame s'est produit dans l'un des quartiers les plus peuplés d'Alexandrie, celui de la gare al-Raml.
- Royaume-Uni : un avion de ligne, avec à son bord 103 passagers et cinq membres d'équipage, parti du Portugal à destination de la Grande-Bretagne, a été dérouté vers un aéroport londonien après la découverte d'un objet suspect à bord. Deux avions de chasse de l'armée de l'air britannique ont escorté l'appareil de la compagnie Thomson jusqu'à l'aéroport de Stansted, situé à une trentaine de kilomètres au nord-est de Londres, où il a atterri sans encombre à 19 h 41 (20 h 41 UTC), a précisé une porte-parole du ministère de la Défense. L'avion avait pour destination la ville anglaise de Coventry. Une information avait été reçue de l'équipage disant qu'un objet suspect avait été trouvé dans la cabine par un passager. La décision a été prise de dérouter l'appareil sur Stansted par mesure de précaution. La porte-parole a refusé de préciser la nature de l'objet suspect. Après l'atterrissage, les passagers et les membres d'équipage ont tous débarqué sains et saufs. Une équipe d'artificiers de la police ainsi que des experts en explosifs se sont rendus sur place, mais l'aéroport est resté ouvert normalement.
- France : selon le ministre italien des Transports, le tunnel routier du Fréjus pourrait rouvrir dans 2 ou 3 mois.
- Bangladesh : un F7 MB de l'forcée aérienne du Bangladesh s'écrase sur un bidonville de la banlieue de Dacca faisant huit blessés.
- France : l'ancien président de SOS Racisme et ancien député européen Fodé Sylla interpellé dans une affaire de drogue.
- Inde : un câble à haute tension est tombé sur un autocar tuant onze passagers et en blessant quinze autres dans l'État d'Andhra-Pradesh dans le sud du pays. Les passagers sont morts sur le coup quand le câble est tombé sur l'autocar dans le village de Ponnampally. On ignore encore ce qui a provoqué la chute de ce câble. Trois enseignants qui se rendaient à leur travail figurent parmi les victimes. Ponnampally est située à 450 kilomètres au sud de la capitale d'Andhra-Pradesh, Hyderabad.
- Hongrie : László Sólyom est élu président de Hongrie par le parlement hongrois.

### Mercredi8 juin 2005
- Chine : au moins 19 personnes sont mortes et deux autres sont portées disparues dans l'effondrement d'une mine.
- Danemark : la voiture de la ministre de l'Immigration incendiée.
- Azerbaïdjan : 3 personnes ont été grièvement blessées dans l'écroulement d'un escalier dans le métro de Bakou.
- France : un Boeing 737-500 de la compagnie aérienne Air France a dû être dérouté pour des raisons de sécurité sur l'aéroport de Zurich-Kloten, alors qu'il faisait route de Paris à Vienne avec 106 passagers à bord. La vitre du cockpit était endommagée. L'avion s'est posé sans encombre à 14 h 22. Tous les passagers ont pu prendre place à bord d'autres vols à destination de Vienne.
- France : un incendie qui s'est déclaré dans la nuit dans un centre accueillant des handicapés moteurs à Montblanc dans l'Hérault a fait un mort et un blessé grave, tandis que neuf autres patients ont été légèrement intoxiqués au CO2. Le ministre délégué aux personnes handicapées, Philippe Bas, s'est rendu sur place en début d'après-midi pour exprimer la solidarité du gouvernement aux victimes et à leur famille. Le feu, apparemment d'origine accidentelle et qui pourrait avoir été provoqué par une cigarette ayant enflammé un matelas s'est déclaré vers 0 h 15 dans une chambre du premier étage du Centre Saint-Pierre, qui accueille 52 handicapés. Deux aides-soignantes de garde sont rapidement intervenues avec un extincteur et ont réussi à sortir une patiente de la chambre. En revanche, un patient tétraplégique d'une quarantaine d'années est mort asphyxié et un autre pensionnaire a été brûlé au 2e degré. Une cinquantaine de pompiers, intervenus avec 20 véhicules, ont évacué 10 résidents dont cinq ont été conduits à l'hôpital pour surveillance.
- France : Le premier ministre Dominique de Villepin prononce son discours de politique générale devant l'assemblée nationale.

### Jeudi9 juin 2005
- Afghanistan : l'otage italienne Clementina Cantoni, enlevée le 16 mai a été libérée. Clementina Cantoni, 32 ans, employée de l'organisation humanitaire CARE International, avait été enlevée à Kaboul par des hommes armés alors qu'elle rentrait en voiture chez elle.
- France, Arras : de violentes explosions se sont produites à la suite d'une collision entre un train express régional et un camion chargé de bouteilles de gaz qui été immobilisé sur un passage à niveau à hauteur de Saint-Laurent-Blangy. Le train Douai-Arras, qui transportait au moins 150 personnes a été rapidement évacué. Au moins deux personnes ont été blessées.
- Vatican : une cérémonie marquant l'ouverture du processus de béatification de Jean-Paul II, première étape vers une possible canonisation, aura lieu le 28 juin, a annoncé le cardinal Camillo Ruini, vicaire de Rome. Le cardinal Ruini, qui s'exprimait dans la basilique Saint-Jean de Latran à Rome, a précisé que la cérémonie se déroulerait à 19 heures (17 heures UTC).
- Bolivie : au terme d'une nouvelle journée de manifestations, le président de la Cour suprême bolivienne Eduardo Rodriguez Veltze a été investi président du pays après que le Congrès eut accepté la démission du chef de l'État Carlos Mesa et essuyé les refus successifs des présidents du Sénat et de la Chambre des députés, numéros deux et trois de l'État. Les parlementaires ont approuvé à main levée la démission de Carlos Mesa, dont le gouvernement n'a pas résisté aux manifestations nationales qui paralysent la Bolivie depuis plusieurs semaines et qui ont fait un mort. Le président du Sénat, Hormando Vaca Diez (en), et celui de la Chambre des députés, Mario Cossio, numéros deux et trois de l'État selon la Constitution bolivienne, ont ensuite successivement refusé la charge présidentielle. Hormando Vaca Diez, qui présidait la session du Congrès, a appelé les parlementaires à désigner le président de la Cour suprême Eduardo Rodriguez Veltze chef de l'État par intérim, comme l'exigent les manifestants. Le président de la Cour suprême s'est prononcé en faveur d'élections anticipées afin de trouver une issue durable à la crise.
- France : l'Action contre la faim et la Fondation de France ont présenté à la presse un bilan des sommes versées pour les victimes du tremblement de terre du 26 décembre 2004 qui avait fait plus de 230 000 morts. Action contre la faim a versé sur un total de 15,2 millions d'euros, 1,85 million à l'Indonésie et 2,21 millions au Sri Lanka. Fondation de France a quant à elle versé 15,5 millions d'euros dont 6,017 millions à l'Indonésie, 2,152 à l'Inde et 2,317 au Sri Lanka.

### Vendredi10 juin 2005
- Japon : un lycéen de dix-huit ans a jeté un engin explosif dans une salle de classe du lycée de Hikari dans la préfecture de Yamaguchi à la pointe sud de l'île de Honshū. Selon l'agence Kyodo et la chaîne publique NHK, l'engin ressemblait à un cocktail Molotov, contenu dans une bouteille de verre dont sortait une flamme.
- Espagne : deux explosions se sont produites à l'aéroport de Saragosse, précédées par un appel d'ETA, pas de victime.
- Chine : un torrent d'eau dévalant une montagne s'est abattu sur une ville du nord-est du pays, Shalan (en), tuant au moins 92 personnes, dont 87 enfants et en blessant 35 autres dans une école primaire. Les quatre victimes adultes étaient des villageois. Quatre autres personnes, dont deux élèves, étaient recherchées par les secours. Treize enfants ont reçu des soins d'urgence. Quelque 352 enfants âgés de 6 à 14 ans, ainsi que 31 enseignants, se trouvaient dans l'école primaire de Chang'an au moment où le flot a atteint la ville située dans une cuvette, dans la province de Heilongjiang. Le phénomène a été causé par de récentes et très fortes pluies sur la zone.
- France, Seine-et-Marne : découverte près de La Ferté-sous-Jouarre, du corps de Nelly Crémel disparue depuis le 2 juin alors qu'elle faisait son jogging. Une information judiciaire a été ouverte pour « assassinat ».
- Chine : 31 morts et 15 blessés dont 4 sont dans un état grave, dans l'incendie d'un hôtel dans la province de Guangdong, dans le sud du pays. Le nombre de personnes se trouvant dans le bâtiment au moment de l'incendie restait encore à établir. Une enquête a été ouverte.
- France : un treizième cas du nouveau variant de la maladie de Creutzfeldt-Jakob identifié.
- France, Paris : fondée en 1870, La Samaritaine, qui a connu ses heures de gloire dans les années 1930, va fermer ses portes le 15 juin pour raison de sécurité. Les 1 250 salariés s'inquiètent sur leur avenir.
- États-Unis : la tempête tropicale Arlene se rapproche des côtes de la Louisiane.
- Belgique : Lancement de la tournée Européenne Vertigo Tour du groupe U2.
- France : Cinéma sortie du film Batman Begins.
- France : Musique : Tout le Bonheur du Monde - Sinsemilia / Intensive care - Robbie Williamns

### Samedi11 juin 2005
- Irak : la journaliste française Florence Aubenas et son guide irakien Hussein Hanoun ont été libérés après 157 jours de captivité.
- France : mort de l'écrivain argentin Juan José Saer dans un hôpital de Paris à la suite d'une longue maladie à l'âge de 67 ans.
- Italie : mort de la cantatrice bulgare Ghena Dimitrova cette nuit à Milan à l'âge de 64 ans.
- France : mort du cycliste José Beyaert à La Rochelle à l'âge de 79 ans.
- France : Nelly Crémel, dont le corps a été retrouvé hier dans un bois près de La Ferté-sous-Jouarre en Seine-et-Marne est morte des suites de plusieurs coups de feu et de violents coups portés à la tête. Il n'a pas été relevé en l'état de traces d'agression sexuelle. Différentes vérifications médico-légales vont se poursuivre dans les jours qui viennent. Mère de famille de 39 ans, Nelly Crémel avait disparu lors d'un footing dans les bois à proximité de son domicile le 2 juin dernier. L'information judiciaire ouverte pour « enlèvement et séquestration » avait été élargie hier soir à « assassinat ».

### Dimanche12 juin 2005
- Irak : la journaliste Florence Aubenas a quitté Bagdad à 12 h locales (10 h à Paris) et est arrivée vers 19 h 10 à l'aéroport militaire de Villacoublay, dans la région parisienne après une escale à Chypre. Elle a été accueillie par le président Jacques Chirac.
- Italie : référendum du 12 juin 2005 sur la procréation médicalement assistée en Italie
- Russie : l'express reliant la capitale de la Tchétchénie, Grozny, à Moscou a en partie déraillé à 150 km de la capitale russe, à la suite d'un attentat à la bombe sur la voie ferrée faisant une quinzaine de blessés dont deux grièvement. Selon l'agence Interfax, deux enfants, âgés d'un an et demi et de 11 ans, figurent parmi les blessés. L'accident a fait relativement peu de victimes car le convoi roulait lentement. Le ministre des Situations d'urgence Sergueï Choïgou s'est rendu sur place.
- États-Unis : la tempête tropicale Arlene, bien qu'affaiblie à l'approche des côtes de la Floride, a été à l'origine de lourdes précipitations, de vagues de 6,1 mètres de haut et de vents violents dans cette région dévastée il y a neuf mois par l'ouragan Ivan. La première tempête baptisée de la saison menaçait de se transformer en ouragan mais les vents ne soufflaient qu'à 96 km/h au contact des terres, sur les côtes de l'Alabama et de Floride. Les dégâts recensés sont pour l'instant minimes, avec quelques coupures d'électricité et des inondations sur les routes côtières d'Alabama.
- Palestine : Les exécutions de condamnés à mort ont repris après presque trois ans de suspensions (la dernière date du 7 août 2002. Plusieurs organisations non gouvernementales (ONG) contre la peine de mort ont protesté et demandé l'arrêt immédiat des exécutions et l'abolition de la peine de mort. L'ONG américaine Human Rights Watch (HRW) a estimé qu'au moins 27 des 70 condamnés à mort n'ont pas eu un procès équitable car ils ont été jugés par des tribunaux militaires.

### Lundi13 juin 2005
- Portugal : le dirigeant historique du Parti communiste portugais Álvaro Cunhal, figure emblématique de la résistance au régime dictatorial salazariste renversé en 1974, est mort à l'aube, à l'âge de 91 ans.
- France : alerte météorologique de niveau 3 sur une échelle de 4 concernant de violents orages accompagnés d'intenses précipitations, de violentes rafales de vent et parfois de grêle sur 25 départements des Pyrénées-Atlantiques au Rhône pour lundi 6 heures à mardi 16 heures.
- Portugal : mort d'un des poètes portugais les plus respectés, Eugénio de Andrade des suites d'une longue maladie. Il avait 82 ans. Ses funérailles auront lieu mardi à Porto.
- France : ouverture du 46e Salon aéronautique du Bourget, l'Airbus A380 en est la vedette.
- États-Unis, Californie : le chanteur Michael Jackson a été acquitté de tous les chefs d'inculpation par le jury de Santa Maria. La star risquait 20 ans de prison.
- Chili : un puissant séisme frappe le nord du pays, tuant au moins huit personnes. Cinq personnes (trois adultes et deux enfants) sont mortes après qu'un énorme rocher s'est écrasé sur la voiture dans laquelle ils se trouvaient, près de la ville d'Iquique ; trois personnes âgées sont mortes dans deux villages des Andes, dont un octogénaire coincé sous sa maison qui s'est écroulée ; le séisme cause de nombreux dégâts dans cette région montagneuse. Le ministre de l'Intérieur Jorge Correa Sutil annonce que des victimes supplémentaires pourraient être recensées dans des villages isolés avec lesquels les moyens de communication ont été coupés. Selon les autorités chiliennes, la secousse, survenue à 18 h 54 locales (22 h 54 UTC), avait une magnitude préliminaire de 7,9 sur l'échelle ouverte de Richter. L'épicentre était situé à 110 kilomètres au nord-est d'Iquique, (1.800 kilomètres au nord de Santiago) dans une région andine faiblement peuplée. La secousse a été ressentie dans plusieurs villes du Nord, dont Calama, à proximité de Chuquicamata, la plus grande mine de cuivre du monde à ciel ouvert, dont l'activité a dû être interrompue, au Sud du Pérou et en Bolivie, mais sans faire de victime ni de dégât majeur. Le vice-président chilien Francisco Vidal et les ministres de l'Intérieur, des Travaux publics, de la Santé et du Logement doivent se rendre dans la région touchée mardi pour coordonner l'aide.

### Mardi14 juin 2005
- Afghanistan : plus de 2 000 cas de choléra ont été recensés à Kaboul et au moins huit personnes en sont mortes. Hier, le ministère de la Santé avait confirmé 300 cas mais affirmait que ces cas étaient traités et qu'il n'y avait pas de décès.
- Grèce : le Jamaïcain Asafa Powell bat le record du monde du 100 mètres en 9 s 77.
- Irak : 20 personnes ont été tuées et 81 autres blessées dans un attentat à l'explosif commis dans la matinée devant une banque de Kirkouk. Pratiquement au même moment, 10 irakiens, dont 2 enfants, ont été tués et 7 autres blessés dans un attentat à la voiture piégée perpétré dans une localité au nord de Bagdad.
- Californie : un violent séisme est survenu dans la soirée en Californie entraînant momentanément une alerte le long des côtes. L'alerte au tsunami, effective de la frontière américaine avec le Mexique jusqu'à Vancouver, au Canada, a été levée au bout d'une heure. Le séisme, d'une magnitude de 7.4 sur l'échelle de Richter, n'a pas fait de victime. L'épicentre a été enregistré vers 19 h 50 locales (23 h 50 UTC) au sud-ouest de la ville côtière de Crescent City située à quelque 480 kilomètres au nord de San Francisco. Les résidents de Crescent City vivant dans les zones basses de la ville ont été brièvement évacués.
- Haïti : le ministre haïtien de la Justice Bernard Gousse a présenté sa démission au Premier ministre Gérard Latortue, alors qu'enfle la polémique sur la détention d'Yvon Neptune, chef du gouvernement de l'ancien président Jean-Bertrand Aristide. Dans sa lettre adressée à Gérard Latortue, Bernard Gousse ne donne aucune explication à sa décision. Il fait néanmoins l'objet de critiques pour la détention prolongée d'Yvon Neptune, arrêté il y a 11 mois mais inculpé seulement en mai pour avoir planifié le meurtre d'opposants à Aristide avant le début de la rébellion qui a conduit l'ancien président à l'exil en février 2004. Le ministre haïtien a également été accusé d'avoir ignoré les atrocités présumées commises par la police contre les partisans d'Aristide vivant dans les bidonvilles de la capitale Port-au-Prince. Si elle était acceptée, la démission de Bernard Gousse serait la première défection majeure d'un ministre du gouvernement intérimaire nommé après l'exil de Jean-Bertrand Aristide.
- États-Unis : un hélicoptère transportant des touristes s'est abîmé dans l'East River quelques minutes après son décollage alors qu'il effectuait un survol de Manhattan. Par chance, des unités de la police patrouillaient dans le port au moment de l'accident et ont pu secourir rapidement le pilote et les six passagers qui se tenaient sur l'épave de l'hélicoptère lorsque les vedettes sont arrivées. Les sept occupants ont été transportés à l'hôpital par mesure de précaution. Six d'entre eux étaient capables de marcher, un autre a été évacué sur un brancard. Deux femmes ont été légèrement blessées l'une par exposition au carburant de l'hélicoptère, l'autre après être tombée à l'eau. L'une d'elles se trouvait dans un état critique et a été placée dans un coma artificiel. L'hélicoptère a été remorqué jusqu'à une jetée dans le bas-Manhattan. Les causes de l'accident n'étaient pas connues dans l'immédiat.
- France : quatre personnes sont mortes et quatre autres ont été blessées dont deux grièvement à Saint-Quentin dans une explosion due au percement accidentel d'une canalisation de gaz.
- France, Corse : un homme qui circulait en voiture à la sortie de Porto-Vecchio, dans la Corse-du-Sud, a été tué par balles vers 13 heures par deux personnes circulant a moto.
  - La boulangerie du président de la Chambre des métiers de Haute-Corse, Toussaint Galli, a été légèrement endommagée à Bastia par un attentat à l'explosif.

### Mercredi15 juin 2005
- France : mort de la comédienne Suzanne Flon à l'âge de 87 ans. Elle est morte brutalement dans une clinique parisienne des suites d'une gastro-entérite.
- Russie : deux explosions se sont produites tôt dans la matinée dans un dépôt de pétrole à Noginsk à une quarantaine de kilomètres au nord-est de Moscou faisant deux morts et un blessé. Les déflagrations seraient dues à un problème technique.
- Australie : le Premier ministre John Howard a annoncé qu'un otage australien qui était détenu depuis six semaines en Irak a été libéré après une opération militaire des forces irakiennes. Monsieur Wood est un ingénieur de 63 ans qui vit depuis longtemps en Californie et est marié à une Américaine, avait été enlevé à la fin avril. Peu après, une organisation jusqu'alors inconnue, le Conseil de la Choura des Moudjahidines d'Irak, diffusait un DVD le 1er mai montrant cet otage demandant à l'Australie de retirer ses 1 400 soldats d'Irak.
- Italie : mort du chef d'orchestre Carlo Maria Giulini des suites d'une longue maladie à l'âge de 91 ans. Il était considéré comme un des plus talentueux chefs d'orchestre du XXe siècle.
- Royaume-Uni : mort de Percy Arrowsmith (en) 105 ans, qui avec son épouse Florence Arrowsmith (en), 100 ans était le couple vivant à être marié depuis le plus longtemps, deux semaines tout juste après avoir fêté leurs 80 ans de mariage et être ainsi entré dans le Livre Guinness des records. Percy Arrowsmith est mort dans la matinée à son domicile de Hereford, au nord-ouest de Londres, avec sa femme à ses côtés. Les Arrowsmith, qui ont eu trois enfants, six petits-enfants et neuf arrière-petits-enfants, avaient révélé le secret de leur longévité : après une dispute, ne jamais aller se coucher sans s'être réconciliés…
- France : Le grand magasin parisien La Samaritaine ferme temporairement ses portes dans une ambiance de suspicion entre le propriétaire LVMH et les syndicats.

### Jeudi16 juin 2005
- France : l'écrivain Assia Djebar, qui figure parmi les classiques de la littérature algérienne d'expression française, est devenue le premier auteur maghrébin à être admis à l'Académie française.
- France : l'ancien otage irakien Hussein Hanoun est arrivé à Paris à 18 heures, où il a été accueilli par la journaliste Florence Aubenas. Il était accompagné de sa femme et de son fils et on ne sait pas combien de temps il restera en France.
- Portugal : des funérailles dignes d'un chef d'État ont été célébrés en l'honneur d'Alvaro Cunhal, figure historique du Parti communiste portugais. Un drapeau rouge, frappé de la faucille et du marteau, recouvre son cercueil qui circule dans les rues de Lisbonne. Certains ont attendu des heures, sous un soleil de plomb, pour pouvoir approcher celui qui fut le secrétaire général du parti communiste durant plus de 30 ans : de la dictature de Salazar à la construction du Portugal d'aujourd'hui en passant par la Révolution des œillets de 1974.
- Cambodge : au moins 40 enfants âgés de deux à six ans venant d'Australie, du Cambodge, du Canada, de France, d'Indonésie, du Japon, de Singapour, de Corée du Sud, des Philippines, de Taïwan, de Thaïlande, de Suisse, de Grande-Bretagne et des États-Unis, ainsi que 3 professeurs, ont été pris en otages puis libérés. Une fillette canadienne âgée de trois ans a été tuée au cours de l'opération de la police pour libérer les quelque 40 jeunes élèves et trois professeurs retenus plusieurs heures par quatre hommes masqués et armés dans une école internationale près d'Angkor-Vat dans le nord-ouest du pays. Cette prise d'otages s'était déroulée dans le principal centre touristique du pays à Siem Reap près du site des temples d'Angkor-Vat à 225 kilomètres de Phnom Penh et où résident de nombreux expatriés.
- États-Unis : un séisme de magnitude 6,4 sur l'échelle de Richter frappe le sud de la Californie, de Los Angeles à San Diego. Aucun blessé ni dégât n'est signalé.
- France, Indre : un séisme d'une magnitude de 3,4 a été ressenti dans la région d'Argenton-sur-Creuse. Aucun blessé ni dégâts.

### Vendredi17 juin 2005
- Bruxelles : échec des négociations sur le budget de l'UE élargie. Les dirigeants européens ne sont pas parvenus à un accord sur le financement de l'Europe élargie.
- Argentine : environ 1 200 personnes, principalement des mineurs et des ouvriers travaillant dans une mine d'or, sont bloquées à la suite de fortes chutes de neige à plus de 4 500 mètres d'altitude dans la Cordillère des Andes, dans la province de San Juan, dans le centre-ouest du pays.
- Kirghizstan : la police anti-émeute kirghize est intervenue pour déloger plusieurs centaines de milliers de manifestants qui occupaient depuis le début de la matinée la Commission électorale à Bichkek, pour réclamer l'enregistrement d'un homme d'affaires comme candidat à l'élection présidentielle du 10 juillet.
- Guatemala : au moins 25 morts dans un glissement de terrain.
- Russie, Moscou : à la suite d'un déraillement survenu mercredi, entre 60 et 300 tonnes de mazout se sont répandues dans la rivière Vazouza et menacent l'approvisionnement en eau de la capitale.
- France : le public a fait son entrée au salon aéronautique du Bourget pour admirer l'A380, les avions militaires et les drones, alors que s'achevait l'empoignade commerciale Airbus/Boeing qui s'est soldée par une victoire de l'Européen à l'issue des quatre jours réservés aux professionnels. Quelque 300 000 visiteurs sont attendus au cours de trois journées grand public, soit autant que pendant toute la durée du salon lors de la précédente édition en 2003. En raison de l'affluence des visiteurs, les organisateurs ont dû fermer les portes du salon pendant une demi-heure entre 15 heures et 15 h 30.

### Samedi18 juin 2005
- Iran : le modéré Hachemi Rafsandjani arrive de peu en tête de la présidentielle devant un ultra-conservateur après dépouillement d'environ 80 % des bulletins, et un second tour sera nécessaire pour trancher l'élection, la plus incertaine de l'histoire de la République islamique. Selon des chiffres obtenus samedi, au lendemain du scrutin, auprès du ministère de l'Intérieur et de la préfecture de Téhéran, l'ancien président Rafsandjani, réputé comme un pragmatique, obtient 21,57 % voix sur environ 25,6 millions de bulletins dépouillés, devant deux parfaits inattendus, le maire de Téhéran Mahmoud Ahmadinejad (19,98 %) et le religieux modéré Mehdi Karroubi (18,68 %). Ces calculs prennent en compte le dépouillement dans environ 2 200 bureaux de Téhéran (sur 2 760). Ils confirment qu'un second tour sera nécessaire. Il pourrait avoir lieu vendredi prochain. Ce sera une première sous la République islamique. Les trois hommes devancent l'ultra-conservateur Mohammad Baqer Qalibaf (en) (14,60 %), le réformateur Mostafa Mo'in (14,29 %), un autre ultra, Ali Larijani (6,36 %), et un autre réformateur, Mohsen Mehralizadeh (4,48 %). Les positions peuvent encore évoluer avec la fin des opérations de comptage dans les grandes villes. Mais celle-ci s'annonçait a priori plus favorable à Ahmadinejad qu'à Karroubi, même si ce dernier, ancien président du Parlement, a réalisé un score inespéré en promettant la fortune de 500 000 rials (55 USD) par mois à tous les Iraniens de plus de 18 ans. Il y a encore quelques semaines, Rafsandjani était donné comme le gagnant certain.

### Dimanche19 juin 2005
- Iran : un avion de ligne américain a effectué un atterrissage d'urgence sur une piste de l'aéroport de Téhéran après avoir signalé un problème technique dans sa section cargo. L'appareil, un DC-10 de la compagnie Northwest Airlines, faisait route vers Amsterdam en provenance de Bombay, en Inde, avec 255 personnes à son bord. L'incident n'a fait aucun blessé et l'avion devait reprendre son vol après l'intervention de techniciens. Les avions commerciaux américains ne desservent pas l'Iran, ce pays restant soumis à des sanctions économiques imposées par les États-Unis. Washington a rompu ses relations diplomatiques avec Téhéran peu après la prise de son ambassade lors de la Révolution islamique de 1979.
- Corée du Sud : un soldat a lancé une grenade et fait feu sur sa propre unité dans le nord du pays, tuant huit soldats et en blessant deux autres. Le jeune homme de 22 ans, a tiré sur ses compagnons d'armes alors que la plupart des membres de cette unité stationnée à la frontière nord-coréenne dormaient. La cause de la fusillade reste indéterminée mais les autorités militaires ont avancé l'hypothèse de frustration face à la vie militaire ou de problèmes dans son environnement familial. Les deux blessés ont été admis dans un hôpital militaire. Le soldat a été interrogé par les enquêteurs.
- États-Unis : un séisme de magnitude 5 s'est produit à environ 195 kilomètres au large de la côte nord de la Californie. Le tremblement de terre, dont l'épicentre était localisé à quelque 210 kilomètres à l'ouest d'Eureka, a eu lieu à 1 h 27 locale. Selon les autorités, aucune information faisant état de victimes ou de dégâts n'a été diffusée dans l'immédiat.
- Suisse : la chute d'un avion de tourisme a fait deux morts à Dittigen. L'appareil s'est écrasé au sol vers 15 h non loin de l'aérodrome. Nous ne connaissons pas les raisons de cet écrasement.
- Allemagne : deux parachutistes se sont tués après être entrés en collision en chute libre. L'accident s'est produit près de Cloppenburg en Basse-Saxe. Les deux hommes, âgés de 39 et 40 ans, étaient des parachutistes expérimentés, qui s'exerçaient à des figures dans les airs. Ils tentaient de former une étoile en donnant la main à un troisième parachutiste après leur saut à 4 400 mètres d'altitude, ont rapporté des témoins. Mais ils se sont percutés et n'ont pu se remettre de la collision. Le troisième a pu ouvrir son parachute et atterrir sain et sauf.
- Inde : selon un nouveau bilan 200 personnes sont mortes à la suite de la canicule.
- Afghanistan : les services de renseignement afghans ont réussi à déjouer un complot visant à l'assassinat de l'ambassadeur des États-Unis, Zalmaï Khalilzad, arrêtant trois pakistanais armés de lance-roquettes et fusils d'assaut. Les terroristes présumés ont été arrêtés dans la province de Laghman, à 50 mètres de l'endroit où l'ambassadeur devait inaugurer une route avec le ministre de l'Intérieur. La venue de Khalilzad et du ministre Ali Ahmad Jalali (en) a été annulée in extrémis, et aucun des deux officiels n'ont été en danger.
- France : Un enfant de 11 ans est tué par balle à La Courneuve. Visite de Nicolas Sarkozy le lendemain ; 3 suspects sur 4 sont arrêtés.

### Lundi20 juin 2005
- France : mort de l'écrivain américain Larry Collins à l'âge de 75 ans, d'une hémorragie cérébrale à l'hôpital de Fréjus dans le Var (France).
- France : restriction de l'usage d'eau en raison de la sécheresse dans l'Hérault.
- Royaume-Uni : des crues provoquées par de fortes pluies dans la région des landes du Yorkshire dans le nord de l'Angleterre ont détruit plusieurs ponts et coupé des routes dans deux villages. La rivière Rye est sortie de son lit dans ces landes très peu peuplées et le niveau de l'est est rapidement monté pour atteindre 60 centimètres, inondant les maisons et les rues principales de Helmsley et Hawnby, emportant voitures et arbres sur son passage. Un porte-parole de la police du Yorkshire a précisé lundi que les eaux de crue ont atteint un pic à 1 h 37 (0 h 37 UTC) mais ont commencé à baisser au lever du jour. Habitants et pompiers ont commencé à nettoyer, ce matin.
- Japon : cinq séismes modérés frappent le nord et l'est du pays, provoquant la panique chez certains habitants dans une région qui a connu le tremblement de terre le plus meurtrier de ces dix dernières années. Une personne a été légèrement blessée à la jambe en glissant à Kashiwazaki dans le nord du pays. Près d'une dizaine de maisons et édifices publics ont subi des fissures et des dégâts. Les deux premières secousses, de magnitude 5,6 et 4,1 se sont produites à 13 h 19 (16 h 19 UTC) et 13 h 20 (16 h 20 UTC), dans la préfecture de Chiba, à l'est de Tokyo. Elles ont surtout touché les villes d'Hikari et Narita, près de l'aéroport international de Tokyo, et été ressenties jusque dans le centre de la capitale japonaise. Deux autres secousses ont frappé à moins de 15 minutes d'intervalle Niigata, la première d'une magnitude était de 5 et la suivante de 4,1. Une heure après les séismes de Niigata, une nouvelle secousse de 4,5 frappait Gifu.
- Afghanistan : depuis jeudi de violents orages provoquent d’importantes inondations dans 10 provinces du pays en particulier celle de Badakhshan. Au moins 48 personnes sont mortes dont 36 dans la province de Badakhshan, 14 autres ont été blessés et plus de 1 000 habitations détruites.
- Belgique : des ossements appartenant probablement à Mananya Thumpong, une des victimes du tueur en série présumé Michel Fourniret, retrouvés dans la forêt de Nollevaux.
- France : Philippe de Villiers n'exclut pas d'être candidat à la présidentielle de 2007.

### Mardi21 juin 2005
- Pakistan : les chaleurs qui sévissent depuis plusieurs jours sur le pays ont fait 60 morts.
- Philippines : mort à Manille du cardinal philippin Jaime Sin, âgé de 76 ans.
- États-Unis : mort à Dallas de l'inventeur du circuit électronique intégré et prix Nobel de physique en 2000, Jack Kilby d'un cancer à l'âge de 81 ans.
- France : Météo-France lance une alerte orange à la canicule dans l'Isère et le Rhône pour mercredi 6 h 00 jusqu'à vendredi 16 h 00.
- Liban : l'ancien dirigeant communiste, George Hawi, est assassiné dans un attentat à la bombe.
- Russie : lancement de Cosmos 1, le premier engin spatial à voile solaire. Après son lancement, la communication avec l'engin spatial a été très difficile. La réception des données télémétrique a tardé à venir et lorsqu'elles ont commencé à être reçues, la communication a été coupée.
- Israël : une collision entre un train et un camion près de la ville israélienne d'Ashdod, dans le sud du pays, a fait au moins 8 morts et plus de 191 blessés. Les circonstances exactes de la collision n'ont pas été déterminées dans l'immédiat.

### Mercredi22 juin 2005
- Suisse : dans la plus grande panne de son histoire, le réseau ferroviaire suisse (CFF et BLS) a été totalement paralysé durant trois heures entre 18 heures et 21 heures. Plus de 100 000 voyageurs sont restés bloqués, parfois à l'intérieur de wagons dont la climatisation ne marchait plus. La situation a été normalisée durant la nuit.
- France : deux personnes sont mortes et douze autres ont été intoxiquées par les émanations d'un groupe électrogène dans la cave d'un bar à Bordeaux.
- France : mort du parolier Michel Rivgauche à l'âge de 82 ans des suites d'une longue maladie. Il fut notamment l'auteur du texte de la chanson d'Édith Piaf La Foule.
- Afrique du Sud : le président sud-africain Thabo Mbeki a nommé la première vice-présidente du pays, le poste étant vacant à la suite du limogeage la semaine dernière de Jacob Zuma, impliqué dans une affaire de corruption dans laquelle il se dit innocent. Phumzile Mlambo-Ngcuka, ministre aux Mines et à l'Énergie, prend donc la succession.
- Bangladesh : selon un bilan publié par les autorités 32 personnes sont mortes à la suite de la canicule.
- Ukraine : incendie d'un bateau à Montevideo, 11 marins sont portés disparus.
- France : Julia Bastide, une étudiante en IUT, âgée de 20 ans, a été tuée par balle sur le campus de La Source à Orléans. Un de ses camarades est entré dans la classe, armé d'une carabine 22 long rifle, achetée sur Internet quelques mois plus tôt, et a ouvert le feu à trois reprises. Il a été arrêté une quarantaine de minutes après les faits.
- Chili : l'ancien dictateur Augusto Pinochet a quitté l'hôpital militaire de Santiago, un jour après y avoir été admis à la suite d'une attaque. Son porte-parole, le général en retraite Guillermo Garin, a déclaré qu'Augusto Pinochet, 89 ans, se remettait de ce dernier problème de santé.

### Jeudi23 juin 2005
- France : mort de l'écrivain et poète Max Rouquette à Montpellier à l'âge de 96 ans.
- Australie : le vice-premier ministre John Anderson a annoncé sa démission pour des raisons de santé devant le Parlement. John Anderson était vice-premier ministre depuis six ans. Il a également quitté son poste de dirigeant du Parti National (conservateur), le parti minoritaire de la coalition au pouvoir en Australie. Le leader conservateur, qui partira mi-juillet, a expliqué qu'il démissionnait en raison de problèmes bénins à la prostate.
- Émirats arabes unis : un avion U2 s'écrase sur une base aérienne, le pilote tué.
- France : comme annoncé un peu plus tôt par une alerte de Météo-France, de très violents orages se sont abattus à partir de 17 h 00 sur la région parisienne dans une atmosphère tropicale. Des trombes d'eau se sont déversées sur une chaussée très sèche et ont provoqué des difficultés de circulation dans de très nombreux endroits, notamment sur le périphérique. Les lignes de RER A, C, et D et certaines lignes de métro (2, 6, 8, 9, 10, 13) connaissent des perturbations. Plus impressionnant l'Assemblée nationale a été inondée.
- France (Strasbourg) : un violent orage n'empêche pas Mehdi Baala de battre le record de France du 2 000 m au stade de Haute-Pierre. La rumeur court jusqu'au lac du Baggersee où un pique-nique du personnel de l'Université Strasbourg III est organisé.

### Vendredi24 juin 2005
- France : Météo-France a émis une alerte de niveau trois (orange) jusqu'à samedi 6 heures sur dix-sept départements recouvrant les régions Auvergne, Rhône-Alpes et Languedoc-Roussillon (Pyrénées-Orientales exceptées) ainsi que la Saône-et-Loire en raison de violents orages. L'activité orageuse débutera dans l'après-midi sur le Languedoc, avant de se décaler sur le Massif central, puis la région Rhône-Alpes. Ces orages seront accompagnés de très fortes rafales et de grêle. Côté précipitations, des cumuls locaux de 80 à 100 millimètres sont possibles en peu de temps.
- Chine : les inondations et les glissements de terrain qui ont frappé le pays dans les deux dernières semaines ont fait 536 victimes et forcé l'évacuation de près d'un million et demi de personnes, a déclaré le gouvernement chinois. Les dégâts les plus importants se sont produits dans le sud, où des pluies torrentielles et des coulées de boue ont tué au moins 97 personnes cette semaine, au cours de la plus meurtrière saison des pluies en dix ans.
- Russie : une bagarre réunissant près de 200 personnes dans le centre de Moscou a fait 1 mort.
- Iran : 3 ouvriers ont été tués dans une explosion dans une fabrique d'acides industriels à l'ouest de Téhéran.

### Samedi25 juin 2005
- Iran : l'ultra-conservateur Mahmoud Ahmadinejad a remporté l'élection présidentielle, une victoire dont ses proches ont comparé l'ampleur à celle d'un « tsunami » et qui risque de bouleverser la face de l'Iran et ses relations avec l'Occident. Il a recueilli plus de 61 % de la quasi-totalité des bulletins dépouillés.
- Grèce : un car de retraités se renverse faisant 3 morts et 4 blessés graves.
- France: Diffusion du 1er épisode de Lost sur TF1, Finistère : deux morts dans l'incendie d'une maison à Loctudy.
- Bulgarie : l'opposition socialiste a remporté les élections législatives sans pour autant bénéficier de la majorité absolue. Avec 97,50 % des bulletins dépouillés, les socialistes recueillent 31,17 % des voix, tandis que le parti du Premier ministre sortant, l'ancien roi Siméon de Saxe-Cobourg-Gotha est loin derrière avec 19,91 %.
- Kenya : au moins 49 personnes sont mortes après avoir consommé de l'alcool frelaté contenant du méthanol.
- Italie : la vague de chaleur qui touche le pays depuis plusieurs jours a fait 2 morts.

### Dimanche26 juin 2005
- États-Unis, Floride : les plages du nord-ouest de la Floride sont restés ouvertes aux baigneurs malgré l'attaque d'un requin d'environ 8 pieds qui a coûté la vie à une jeune fille de 14 ans. Il y a eu douze attaques de requins sur les côtes de Floride en 2004, une baisse importante par comparaison aux trente attaques en 2003. Les spécialistes estiment que ce faible nombre est lié au nombre important de cyclones tropicaux en 2004, tels Charley, Frances, Ivan et Jeanne.
- Indonésie : un séisme d'une magnitude de 5,8 frappe l'île de Sulawesi sans faire de dégâts ni de victimes.
- France : Dalil Boubakeur, recteur de la Grande Mosquée de Paris a été réélu président du Conseil français du culte musulman.
- Chine : selon un nouveau bilan les inondations et pluies torrentielles qui ont dévasté le pays ont fait au moins 567 morts et 165 disparus.
- Côte d'Ivoire : une coulée de boue fait six morts à Abidjan.
- États-Unis : un séisme d'une magnitude de 5,2 degrés sur l'échelle de Richter frappe le nord de la Californie, mais aucun blessé ni dégât n'est signalé dans l'immédiat. La secousse, qui a surpris la localité touristique populaire des bords du lac Tahoe à 11 h 45 (18 h 45 UTC), est le sixième tremblement de terre significatif qui touche cet État en deux semaines. L'épicentre a été localisé à 19 kilomètres au nord-nord-est de Tahoe City et à environ 32 kilomètres au sud-ouest de la ville de Reno, célèbre pour ses jeux d'argent.
- 60e anniversaire de la signature de la Charte des Nations unies.

### Lundi27 juin 2005
- Russie : sept personnes ont été blessées après des chutes d'arbres en raison de fortes pluies et des vents violents qui se sont abattus sur la région de Moscou. La tempête a entraîné des coupures de courant privant plus de 25 000 foyers d'électricité.
- États-Unis : nouvelle secousse tellurique de 5,2 sur l'échelle de Richter en Californie. Pas de victimes.
- France, Hérault : une usine classée Seveso à Béziers victime d'un incendie d'origine indéterminée cette nuit.
- France : Dominique Strauss-Kahn déclare qu'il pourrait être candidat du PS à la présidentielle de 2007.
- France : le Premier secrétaire du PS, François Hollande, accuse le gouvernement de "courtiser le populisme et faire des ronds de jambe" à l'extrême droite pour justifier son refus de se rendre à Matignon à l'invitation du Premier ministre Dominique de Villepin pour parler de l'Europe après la réception d'une délégation du Front national.
- Mariannes du Nord : l'empereur japonais Akihito arrive à Saipan, le site d'une des batailles les plus décisives de la campagne du Pacifique de la Seconde Guerre mondiale en juin et juillet 1944, pour rendre hommage à ceux qui ont perdu la vie dans le conflit.  55 000 japonais et 5 000 américains sont morts pour la conquête de Saipan et de l'île proche de Tinian, deux îles des Mariannes qui donnaient aux forces américaines une base permettant au nouveau B-29 de bombarder Tokyo, à environ 2 000 km au nord.  Les terribles pertes humaines, qui se répétèrent à Iwo Jima et Okinawa l'année suivante, convainquirent les États-Unis d'utiliser la bombe atomique en août 1945. Enola Gay, qui lâcha Little Boy sur Hiroshima et Bock's Car, qui lâcha Fat Man sur Nagasaki décollèrent tous deux de Tinian.
- France, canicule : un homme de 74 ans meurt d'hyperthermie à Paris, dans le XIe arrondissement. Les huit départements d'Île-de-France ont été classés au niveau 3 d'alerte du plan national canicule et restriction des prélèvements d'eau dans l'Orne.
- Amérique centrale : au moins 37 morts au Salvador et au Honduras à cause de pluies diluviennes.
- Maroc : mort du journaliste britannique Stephen Hughes à l'âge de 81 ans à la clinique des Nations unies de Rabat à la suite de complications cardio-pulmonaires. Il était le doyen des journalistes étrangers accrédités au Maroc et président de l'association de la presse étrangère.
- États-Unis : mort du romancier et historien américain Shelby Foote à l'âge de 88 ans, dont les travaux sur la guerre de Sécession ont attiré des millions de lecteurs.

### Mardi28 juin 2005
- Canada : la Chambre des communes du Canada a adopté par 158 voix contre 133 le projet de loi qui redéfinit le mariage comme: « Le mariage est, sur le plan civil, l’union légitime de deux personnes, à l’exclusion de toute autre personne. » Lorsque ce projet de loi aura été adopté par le Sénat du Canada et obtenu la sanction royale, le Canada deviendra le troisième pays à légaliser le mariage entre conjoints de même sexe.
- France : perquisitions ordonnées par le juge Henri Pons dans le bureau ministériel de Thierry Breton à Bercy. La justice cherche à établir l'implication du ministre des Finances dans des malversations financières concernant l'entreprise Rhodia dont le ministre était membre du conseil d'administration et président du comité d'audit jusqu'en juin 2002. Les perquisitions visent aussi à établir des preuves sur une autre affaire concernant la cession à bas prix de Canal+ Technologies à Thomson Multimédia, société dont Thierry Breton était PDG jusqu'en septembre 2002.
- Paris, France : un dessin de Geneviève Laporte réalisé dans les années 1950 par Pablo Picasso a été vendu lors d'une vente aux enchères pour 575 357 USD.
- Italie, Rome : ouverture de la première étape du processus de canonisation de Jean-Paul II, le procès en béatification.
- Liban : le pro-syrien Nabih Berri est réélu pour la quatrième fois de suite président du Parlement, la Chambre des députés.
- Irak : mort du doyen du Parlement irakien, Dhari al-Fayyad, 87 ans, tué dans un attentat suicide à la voiture piégée à Bagdad.
- Albanie : vague de chaleur, sept morts.
- France : monseigneur Raymond Centène, chancelier du diocèse de Perpignan, nommé évêque de Vannes par le pape Benoît XVI.
- États-Unis : mort dans un accident d'ULM du milliardaire américain John Walton, fils du fondateur de Wal-Mart, numéro un mondial de la distribution.
- Philippines : des milliers de Philippins, de simples gens aux plus hauts dirigeants politiques, ont participé à Manille aux funérailles du cardinal Jaime Sin, un des artisans de la chute du dictateur Ferdinand Marcos. Quelque 6 000 personnes ont assisté à une cérémonie à la cathédrale de Manille une semaine après la mort à 76 ans des suites d'une maladie de l'ancien archevêque de la capitale, resté le chef spirituel des catholiques philippins malgré sa retraite en 2003. La présidente Gloria Macapagal-Arroyo, l'ex-présidente Corazon Aquino, le chef de la cour suprême Hilario Davide, des militaires et des diplomates étaient présents.

### Mercredi29 juin 2005
- France : mort du fondateur de l'association Survie et spécialiste de la Françafrique, François-Xavier Verschave, d'un cancer à l'âge de 59 ans.
- Italie : Silvio Berlusconi briguera un nouveau mandat de président du Conseil italien en 2006.
- Europe : Bill Gates a décidé de donner via sa fondation Bill Gates 0,02 % de sa fortune personnelle (soit 9 millions d'€) à des organismes européens pour la recherche d'un vaccin contre l'hépatite C.
- Suisse : les intempéries dans le pays ont fait un mort (une femme écrasée par une branche).
- Canada : Les pompiers de Québec sont appelés pour une émanation d'ammoniac qui s'averra superflou
- Pays-Bas : la doyenne de l'humanité, la néerlandaise Hendrikje van Andel-Schipper a célébré aujourd'hui son 115e anniversaire, recevant pour l'occasion les vœux chaleureux de la famille royale des Pays-Bas et du club de football de l'Ajax d'Amsterdam.
- Italie : la vague de chaleur qui touche le pays depuis deux jours a fait au moins 16 morts.
- Inde : les fortes pluies de mousson qui s’abattent depuis plusieurs jours sur le pays ont fait au moins 17 morts.

### Jeudi30 juin 2005
- États-Unis : peu avant 19 heures locales (0 heure UTC), la police a brièvement évacué le Capitole, siège du Parlement américain, et la Maison-Blanche après qu'un avion privé eut pénétré l'espace aérien interdit au nord-est de l'aéroport international Reagan. Le président George W. Bush a été transféré de sa résidence vers un endroit plus sûr. Les autres principaux responsables ont été mis à l'abri pendant environ dix minutes, avant que les policiers n'annulent l'ordre d'évacuer les lieux.
- Liban : Fouad Siniora désigné au poste de Premier ministre.
- Soudan : libération de l'opposant islamiste Hassan al-Tourabi.
- France : le chômage a enregistré pour le deuxième mois consécutif une légère baisse de 0,10 % en mai par rapport à avril, soit 2 300 demandeurs d'emploi en moins, selon les chiffres publiés jeudi par le ministère de l'Emploi.
- France : le Premier ministre Dominique de Villepin a déclaré lors de sa première conférence de presse qu'il savait pourquoi il se battait à Matignon et que chaque jour qui passe est un jour d'action.
- Chypre : le parlement de Chypre a ratifié le Traité constitutionnel européen avec 30 voix pour et 19 voix contre et une abstention.